# Imagen multiespectral
Una imagen multiespectral es la que captura datos de imágenes dentro de rangos de longitud de onda específicos a través del espectro electromagnético. Las longitudes de onda pueden estar separadas por filtros o mediante el uso de instrumentos sensibles a longitudes de onda particulares, incluida la luz de frecuencias más allá del rango de luz visible, como infrarrojo y ultravioleta. La obtención de imágenes espectrales puede permitir la extracción de información adicional que el ojo humano no captura con sus receptores rojo, verde y azul.  
Fue desarrollada originalmente para imágenes obtenidas desde el espacio así como en la aplicación del análisis de documentos y la pintura, con las primeras misiones de los satélites Landsat  en torno a los 70 , siendo los primeros en explotar de manera madura la captura de la imagen de diversas bandas.
La imagen multiespectral divide la luz en un pequeño número (normalmente de 3 a 15) de bandas espectrales. La obtención de imágenes hiperespectrales es un caso especial de imágenes espectrales donde a menudo hay cientos de bandas espectrales contiguas.
La tecnología que estudia y trata la captura multiespectral es abordada por la rama de conocimiento de la teledetección, asociada al estudio de la superficie terrestre.  

## Origen
Gracias a la creación de los satélites Landsat, la aplicación de las técnicas relacionadas con la teledetección se instauraron en la sociedad de manera temprana, concretamente en los 80'. El estudio sobre las técnicas para capturar imágenes multiespectrales fueron tomando más presencia hasta llegar a su punto álgido con la popularización de la imagen digital a principios del siglo XXI. 

## Procedimiento

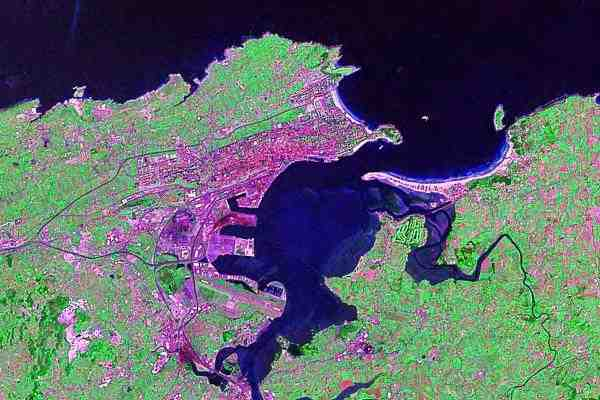
Imagen espectral de la Bahía de Santander (Cantabria) tomada por el satélite LANDSAT.

Es capturada a bordo de la cámara multibanda del satélite mediante una serie de detectores fotoeléctricos que transforman los niveles de radiancia, procedentes de la superficie terrestre, en valores numéricos que se denominan niveles digitales. El valor del nivel correspondiente a un píxel será, de este modo, proporcional a la intensidad de radiancia procedente del terreno. Para ello se utilizan dispositivos de conversión analógico-digital.
Dentro de los sensores de la teledetección, específicamente dentro de las cámaras fotográficas utilizadas en esta rama, la cámara multiespectral es el caso más especial. Pueden utilizarse hasta 9 cámaras, aunque lo habitual es 4 o 6.
Este procedimiento de formación de la imagen digital se repite para cada una de las bandas generándose como resultado final una matriz tridimensional en la que el valor del nivel digital de cada píxel está ubicado en una fila, una columna y una banda. De este modo se acuña el concepto de imagen multiespectral.
El número de bandas varía considerablemente de unos sensores a otros y se ajusta al propósito para el cual fueron concebidos. Así, a modo de ejemplo, el satélite SPOT cuenta con 4 bandas, el LANDSAT con 7 y el NOAA con 5. Algunos sensores hacen del número de bandas su cualidad principal, contando con un número extraordinariamente grande, que puede superar las 200 (En este caso hablamos de sensores hiperespectrales). 

## Fundamentos
En cierta manera, una imagen en color, en el modelo RGB, es una imagen multiespectral, ya que a través de sus canales describe la reflectancia para la banda del R, G y B. La diferencia es que una imagen RGB está destinada a que sus valores colorimétricos sean leídos bajo la percepción humana, mientras que una imagen multiespectral  no dispone de un número de bandas bajo el que se pueda reflejar o describir que es una imagen o técnica multiespectral. Por lo tanto, para describirla nos basamos en los siguientes fundamentos: 
- El intervalo espectral

La capacidad para acceder a unas u otras bandas del espectro está en  función del tipo de sensor o filtros usados y el alcance del proyecto. Es posible acceder a varias regiones del espectro electromagnético descrito por sus longitudes de onda.
- La resolución espectral

La capacidad para discretizar en un número de bandas, descritas por su pico máximo y anchura, una región dada del espectro. Es decir, cuanto más número de bandas haya, menor será la anchura y mayor será la resolución que nos permitirá describir mejor la reflectancia de un objeto. 
- La escala temporal

Referida al intervalo de tiempo que queda representado en una imagen, por lo tanto, muchas imágenes representan múltiples momentos en el tiempo que nos ayudarían a entender o valorar fenómenos que se pongan en evidencia con el simple transcurso del tiempo.

## Utilidades
- Agricultura

Gracias a drones o satélites equipados con cámaras espectrales, se puede diagnosticar el estado de desarrollo de los campos de cultivo, la presencia de plagas u otras patologías como la carencia de nutrientes en el suelo. Tal y como explica el artículo de EcuRed, las imágenes espectrales en la agricultura otorgan una serie de ventajas con base en la toma de datos, su análisis e interpretación. Gracias a estas imágenes, los profesionales de la agricultura consiguen saber las necesidades exactas de insumos, tanto a nivel global como específico.